# Sulajdża
Sulajdża (arab. ثليجة) – wieś w Syrii, w muhafazie Idlib. W 2004 roku liczyła 741 mieszkańców.